# Börsennotierung
Die Börsennotierung (englisch listing) ist der Prozess eines börsenrechtlichen Zulassungsverfahrens für Wertpapiere im regulierten Markt an einer Wertpapierbörse. In der Schweiz wird die Börsennotierung Kotierung genannt (von französisch coter „den Kurswert angeben“).

## Allgemeines
Die Börsennotierung betrifft die Zulassungspflicht von Effekten an Börsen, die im regulierten Markt gehandelt werden sollen (§ 32 BörsG). Durch die Zulassung erfolgt die Einbeziehung eines Wertpapiers in den Handel an einer bestimmten Börse oder in einem Börsensegment sowie dessen Kursfeststellung durch einen Skontroführer. Bei einem Listing beantragt mithin ein bereits in der Rechtsform der Aktiengesellschaft (AG), Europäische Gesellschaft (SE) oder Kommanditgesellschaft auf Aktien (KGaA) geführtes Unternehmen die Notierungsaufnahme seiner Aktien an der Börse.
Die Neunotierung der Aktien eines Unternehmens wird Börsengang genannt, der erste Kurs eines neu notierten Wertpapiers Erstnotiz. Die Beendigung der Börsennotierung wird Börsenabgang oder Börsenrückzug (englisch delisting) genannt.

## Rechtsfragen
Eine Zulassung von Effekten zum Börsenhandel hat die auf § 34 BörsG beruhenden Regelungen der Börsenzulassungsverordnung (BörsZulV) zu beachten; dem Zulassungsantrag mit Internationaler Wertpapierkennnummer muss stets ein Wertpapierprospekt beigefügt sein, der den Anforderungen des § 4 WpPG entspricht. Aus der einmaligen Zulassung ergeben sich permanent zu erfüllende Folgepflichten, die vor allem die Veröffentlichung von Unternehmensdaten (Jahresabschluss, Anhang, Lagebericht, Risikobericht, Zwischenberichterstattung) betreffen (siehe regulierter Markt).
Die zuzulassenden Aktien müssen nach § 9 Abs. 1 BörsZulV im Publikum eines oder mehrerer EU-Mitgliedstaaten ausreichend gestreut sein. Sie gelten als ausreichend gestreut, wenn mindestens 25 % des Gesamtnennbetrages (bei Nennbetragsaktien) oder bei Stückaktien der zuzulassenden Aktien vom Publikum erworben worden sind oder wenn wegen der großen Zahl von Aktien derselben Gattung und ihrer breiten Streuung im Publikum ein ordnungsgemäßer Börsenhandel auch mit einem niedrigeren Vomhundertsatz gewährleistet ist. Hiermit soll eine ausreichende Marktliquidität gewährleistet werden.
Nach erfolgter Zulassung durch die Börsengeschäftsführung erfolgt der ebenfalls durch diese zu genehmigende Börsengang, der fortlaufende Notierungen durch Kursfeststellung eines Börsenkurses zur Folge hat. Die Börsennotierung führt für AG, SE und KGaA zur Qualifizierung als börsennotiertes Unternehmen.

## Mehrfachnotierungen
Die Aktien von Großunternehmen werden oft an mehreren Börsenplätzen, zum Teil auch im Ausland notiert (englisch dual listing), um die Marktliquidität und den Streubesitz zu erhöhen. Zum Beispiel wurde die Aktie der Bayer AG bis September 2007 in New York an der NYSE und bis Oktober 2011 in London an der LSE gelistet. Infolge des Computerhandels (siehe auch Xetra), der die Marktliquidität in der Regel auf den Hauptnotierungsplatz konzentriert, hat die Notierung an mehreren Börsen jedoch geringere Bedeutung als früher. Aus Kostengründen zogen sich Bayer und eine Reihe anderer europäischer Unternehmen von diesen Börsenplätzen wieder zurück (englisch delisting).

## International
Insbesondere in der Schweiz wird die Börsennotierung Kotierung genannt (von französisch coter „den Kurswert angeben“). Die Kotierung ist das formelle Verfahren des an die Börse-Bringens von Effekten. Dabei gelten das Kotierungsreglement (Zulassungsbedingungen) der Schweizer Börse sowie die mit der Kotierung verbundenen Auflagen des Bundesgesetzes über die Börsen und den Effektenhandel.
Auch außerhalb Europas sind Zulassungsbestimmungen (englisch listing requirements) üblich, es handelt sich um die von der jeweiligen Börse verlangten Mindestanforderungen. Als Zulassungsvoraussetzungen müssen beispielsweise die Unternehmen an der NASDAQ am Börsensegment National Market einen der drei Initial Listung Standards und mindestens einen Continued Listung Standard erfüllen sowie zusätzlich zu den Kapital- und Publizitätsvorschriften auch den Corporate-Governance-Vorschriften entsprechen.

## Abgrenzung
Von der Börsenzulassung zu unterscheiden ist der Börsengang, der nach der erfolgten Zulassung durch die Börsengeschäftsführung erlaubt wird. Er wird börsenrechtlich als Einführung bezeichnet und findet gemäß § 38 Abs. 1 BörsG durch Aufnahme der Kursfeststellung zugelassener Wertpapiere im regulierten Markt statt. Die Notierung (oder Kursnotierung) bezieht sich lediglich auf die Festsetzung und Veröffentlichung von Börsenkursen.